# Вольман, Сесилия
Сесилия Вольман (род. 23 января 1998) — бермудская яхтсменка, выступающая в классе Накра 17, а ранее в классе Лазер Радиал, участница летних Олимпийских игр 2016 года, Панамериканских игр 2015 и 2019 годов, бронзовый призёр юниорского чемпионата мира в классе Byte CII.

## Спортивная биография
Заниматься парусным спортом Вольман начала в 7 лет. В августе 2013 года Сесилия стала бронзовым призёром чемпионата мира в классе Byte CII. На летних юношеских Олимпийских играх 2014 года бермудская яхтсменка заняла 10-е место. В январе 2015 года Вольман дебютировала в Кубке мира на этапе в Майами, но заняла там лишь 59-е место. На Панамериканских играх 2015 года в Торонто в соревнованиях в классе Лазер Радиал Вольман выступала довольно неровно, чередуя удачные гонки с провальными. Дважды Сесилия приходила к финишу второй, а всего на её счету 5 попаданий в десятку сильнейших. По итогам всех 12-ти гонок Вольман, набрав 98 очков заняла итоговое 12-е место.
На взрослых чемпионатах мира Сесилия дебютировала в 2015 году. В соревнованиях в классе Лазер Радиал молодая яхтсменка заняла 85-е место. В январе 2016 года на этапе Кубка мира в Майами разыгрывалась последняя путёвка на летние Олимпийские игры 2016 года от Северной Америки. Главной задачей Вольман было обойти всех соперниц по материку, за исключением представительниц США и Канады, которые уже квалифицировались на Игры. Основной соперницей для Сесилии стала мексиканка Наталия Монтемайор. По итогам 9-ти гонок Монтемайор заняла 41-е место, а Вольман 40-е, что принесло ей лицензию на участие в летних Олимпийских играх 2016 года.
После окончания Олимпийских игр перешла в смешанный класс Накра 17, в котором стала выступать вместе с братом Михаэлем Вольманом.